# Herpetacanthus neesianus
Herpetacanthus neesianus är en akantusväxtart som beskrevs av Indriunas och Kameyama. Herpetacanthus neesianus ingår i släktet Herpetacanthus och familjen akantusväxter. Inga underarter finns listade i Catalogue of Life.